# Stereotomia

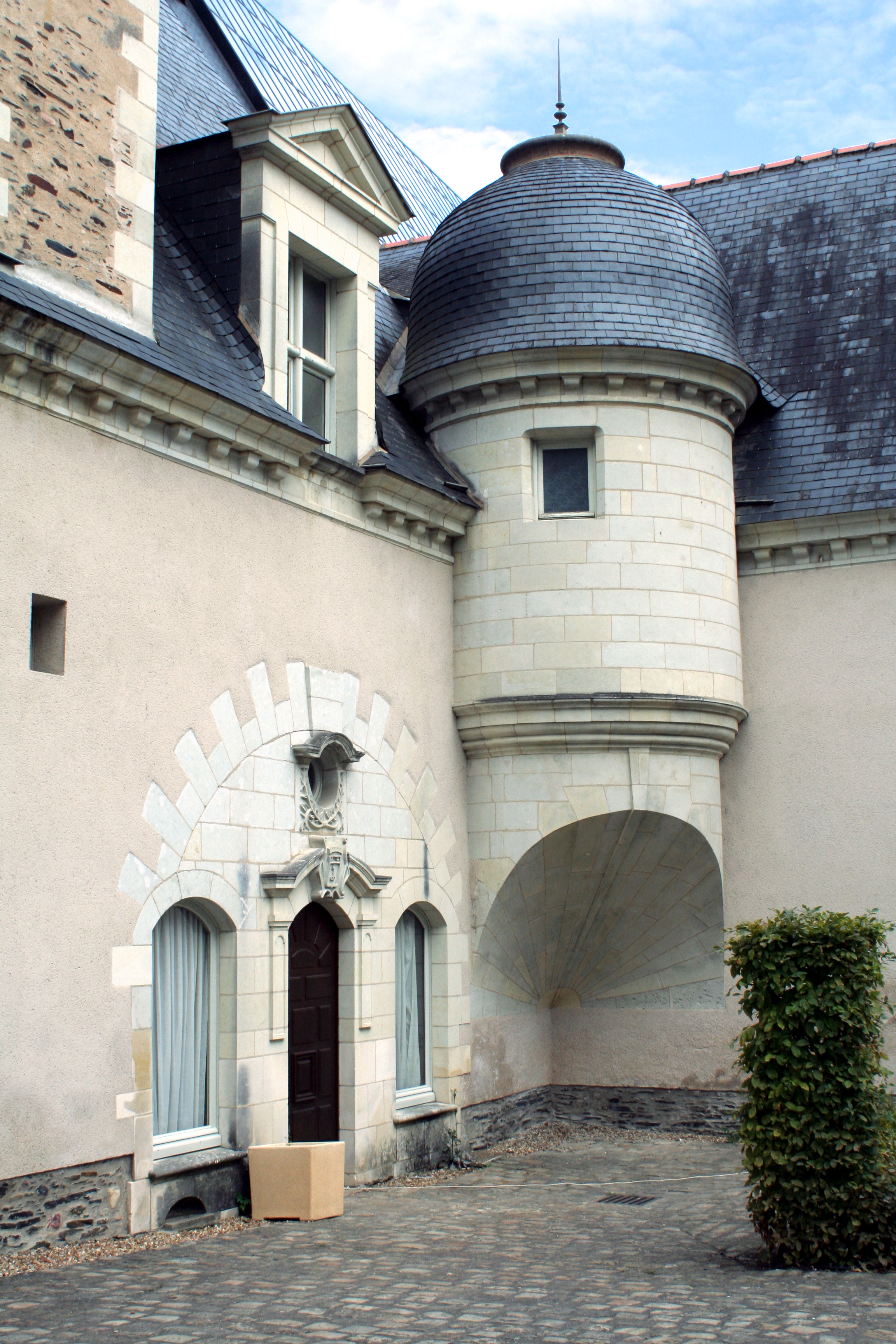
Rysunek wykonawczy trompy (tutaj w opactwie pw. Wszystkich Świętych w Angers) wymaga doskonałej znajomości stereotomii.

Stereotomia (z greckiego :στερεός: "bryłowy" i τομή "przekrój") w kamieniarstwie, a także w stolarstwie (termin rzadziej używany w odniesieniu do tej dziedziny) jest sztuką cięcia i łączenia ze sobą elementów budowlanych, w celu budowania złożonych form architektonicznych, takich jak sklepienia, łęki pozorne, trompy, biegi schodów. 
Badania teoretyczne na temat stereotomii opierają się na  traktatach geometrycznych i technicznych, w których rozwijane są techniki rysunku, umożliwiające przedstawienie projektowanych konstrukcji. Techniki geometryczne, rozwijające sztukę rysu (fr. art du trait), dotyczącej trasowania, zostały skodyfikowane przez Gasparda Monge'a w geometrii wykreślnej i opierają się na rzutach. 

## Zakres dziedziny
Stereotomia to przede wszystkim sztuka dzielenia brył na mniejsze elementy, które razem tworzą stabilną, "samonośną" konstrukcję. Przykładem może być podział łuku na poszczególne ciosy kamienne. Rysunki geometryczne wymagane do takiego podziału mogą być bardzo złożone, na przykład przy jedenastocentowym łuku koszowym, łuku wspiętym czy też w przypadku wysklepków, wpisanych w stożkową trompę. Przy obróbce kamieni o takim układzie żadne dwie powierzchnie nie będą ustawione prostopadle do siebie. Według francuskiej tradycji rzemieślniczej kamieniarz ( fr. tailleur de pierre) będzie potrzebował do pracy szablonów w skali 1:1 (czyli dokładnego odwzorowania powierzchni rzutowanej prostokątnie) każdej płaszczyzny "kamienia", aby móc wykonać obróbkę zgodnie z projektem. Traser (fr. calepineur) przygotowuje rzuty wszystkich powierzchni w określonej skali, po czym kamieniarz odpowiedzialny za projekt układu kamieniarskiego (fr. appareilleur) opracowuje szablony w skali 1:1, które będą wykorzystywane bezpośrednio podczas obróbki kamienia.
Specjalista od stereotomii to przede wszystkim wybitny rysownik techniczny. Złożoność niektórych dokumentacji traserskich i ich realizacja jest trudna do wyobrażenia dla osób niewtajemniczonych, na przykład przy opracowywaniu szablonów o wymiarach potrzebnych do obróbki podłużnic schodowych (rzut segmentów helikoidy na płaszczyznę w celu odwzorowania krzywizny podłużnicy), czy przy przygotowaniu dokumentacji traserskiej dla schodów kręconych w Saint-Gilles.(fr. vis de Saint-Gilles).
Tradycyjnie rys geometryczny sporządza się za pomocą linijki, ekierki i przede wszystkim cyrkla. Specjalista posługiwał się głównie tylko cyrklem i linijką i za ich pomocą był w stanie podzielić okrąg na 4, 5, 6, 7, 8, 9, 10 itd. równych części, stosując proste zasady geometrii wykreślnej, oparte na rozpoznanych proporcjach. Umiał też podzielić kąt na 2, 3 lub 4 równe kąty, łączyć łuki o różnych promieniach, wyznaczać prostopadłe do zadanych prostych przechodzące przez określony punkt, itd.
Pojawienie się narzędzi CAD i CADD zmieniło nieco dotychczasową praktykę, jednak znajomość klasycznych reguł geometrycznych wciąż pozwala usprawnić pracę.

## Historia

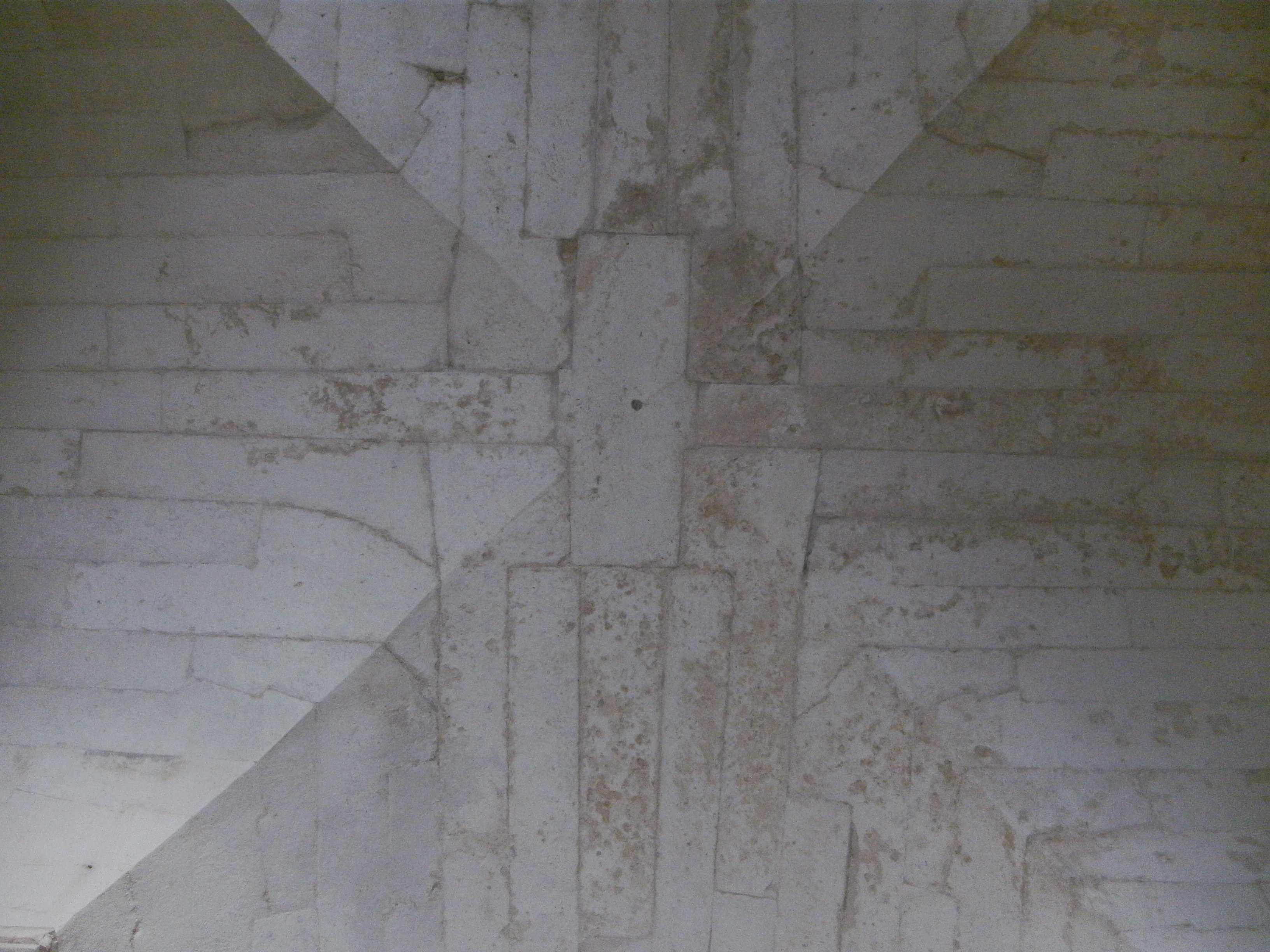
Mauzoleum Teodoryka w Rawennie, fragment sklepienia krzyżowego, 530 r. n.e.

Rozwój stereotomii i postępował równolegle z pojawieniem się pierwszych konstrukcji z kamiennych ciosów w starożytności na obszarze basenu Morza Śródziemnego, na przykład w starożytnej Grecji oraz we Włoszech, począwszy od architektury etruskiej, szczególnie wraz z pojawieniem się sklepień, które stopniowo stawały się coraz bardziej złożone. W Cesarstwie Rzymskim powszechne stosowanie zaprawy murarskiej pomieszanej z gruzem, z betonu rzymskiego lub z cegły, z użyciem szalunków (opus caementicium) lub betonowych krążyn, pozwalało na tworzenie konstrukcji architektonicznych, które często nie wymagały zaawansowanej stereotomii. Jednakże była ona dobrze rozwinięta w całym Imperium. Jako przykład tego zjawiska można podać kamienne sklepienie krzyżowe w łuku triumfalnym w Cáparrze w Hiszpanii, datowane na koniec I w. Podobną technikę zastosowano w Mauzoleum Teodoryka około 530 r. w Rawennie we Włoszech. Warto zauważyć, że sposób układania klińców w formie „zygzakowatej” na elewacji mauzoleum, choć praktykowany w Cesarstwie Rzymskim, w VI w. wydaje się być stosowany jedynie na Bliskim Wschodzie, co wskazuje na to, że architektura mauzoleum mogła być dziełem architekta sprowadzonego z Syrii lub Azji Mniejszej. Innym przykładem jest mała kopuła na pendentywach w łuku Septymiusza Sewera w Leptis Magna w Libii. Sklepienia złożone z klińców przeżywały rozkwit we wczesnochrześcijańskiej Syrii: w Filippopolis w Dżabal ad-Duruzie występują sklepienia kolebkowe (o osi niepoziomej) oraz sklepienia krzyżowe, a także kilka bardzo pięknych sklepień półkolistych. Można również wspomnieć absydę bazyliki w Qualblosch, datowaną na koniec V w., absydę wschodniej bazyliki w Kalat Siman (również z V w.) oraz salę audiencji al-Mundhira w Resafie (VI w.).

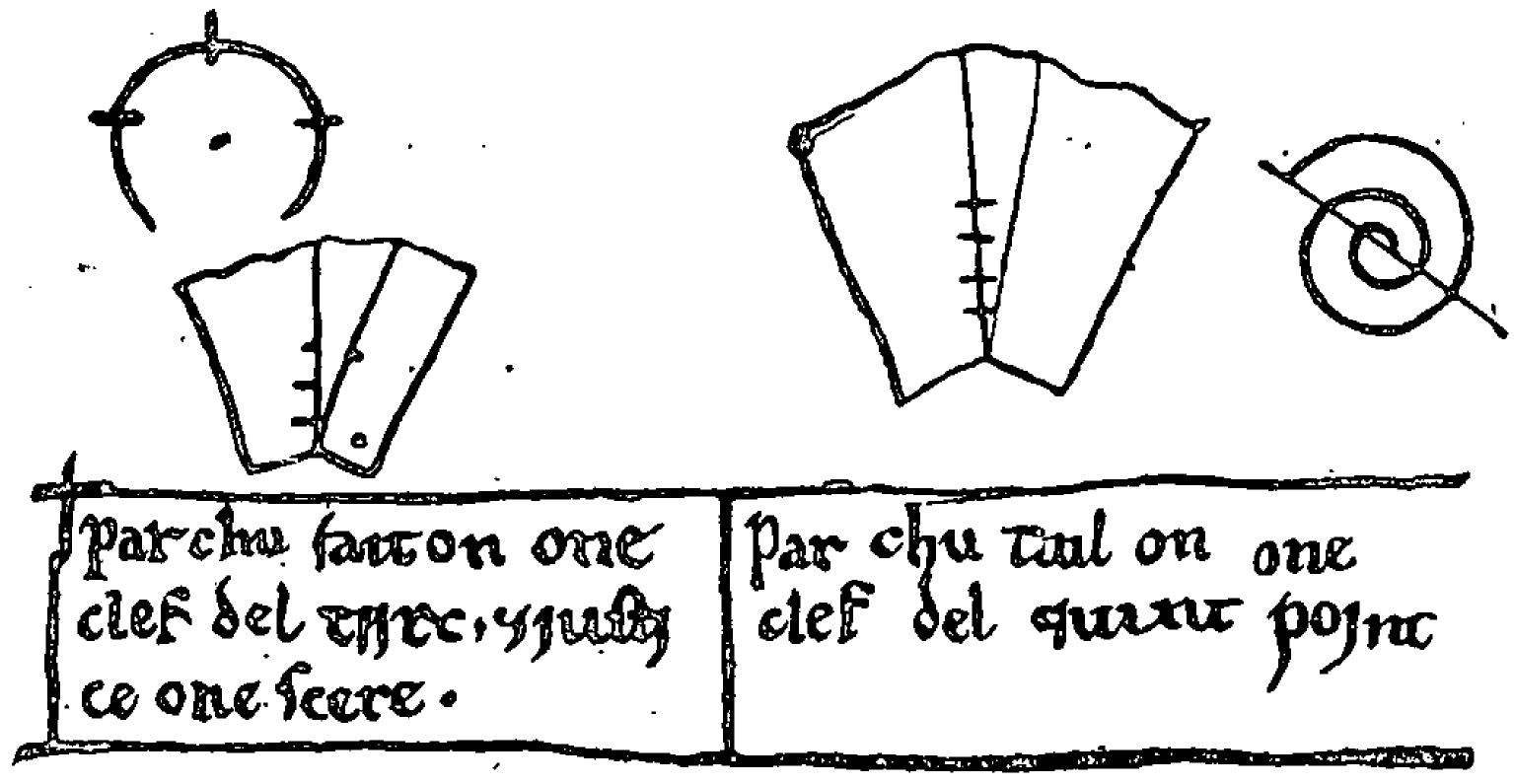
Szkicownik Villarda de Honnecourta: przykłady rysu geometrycznego klińca.

Pierwsze rysunki przedstawiające obróbkę kamienia znajdują się w Szkicowniku Villarda de Honnecourta. Nie jest to traktat, lecz zbiór praktycznych wskazówek. Dowodzi to jednak, że już w XIII wieku istniała sztuka rysu.
Schody kręcone w Saint-Gilles uchodzą za arcydzieło średniowiecznej stereotomii.
Aż do końca XVIII w. kamieniarze odpowiedzialni za projekt układu kamieniarskiego, przy przenoszeniu rysu na materiał, korzystali jedynie z odosobnionych metod, dostosowanych do konkretnego problemu, które opierały się na kilku ogólnych i abstrakcyjnych zasadach. Zasady te – stosowane w praktyce zarówno przez mistrzów ciesielskich, jak i kamieniarzy – zostały przytoczone w Traité d’architecture autorstwa Philiberta Delorme’a z 1576 r. oraz w Secrets de l’Architecture Mathurina Jousse’a z 1642 r., zrewidowanych później przez Philippe’a de La Hire’a w 1702 r.
Jezuita François Derand (1590-1644), napisał już w 1643 r. dzieło L'Architecture des voûtes, ou l'Art des traits et coupe des voûtes, w którym sztuka rysu, oparta na teorii rzutów, odnosiła się do trasowania, stosowanego do obróbki kamienia i w ciesielstwie. Girard Desargues(1591–1661) również jasno wykazał analogię pomiędzy różnymi metodami stosowanymi w La Pratique du trait. Architekt Jean-Baptiste de La Rue (1697–1743) opublikował w 1728 r. Traité de la coupe des pierres, w którym po raz pierwszy przedstawiono klińce (fr. voussoirs) w perspektywie i z cieniowaniem, z rozwiniętymi geometrycznie (czyli rozłożonymi na płaszczyźnie) powierzchniami styku klińców. Dzieło to doczekało się kolejnych wydań w 1764 i 1858 r. Mistrz ciesielski Fourneau opublikował w 1786 roku L'art du trait.

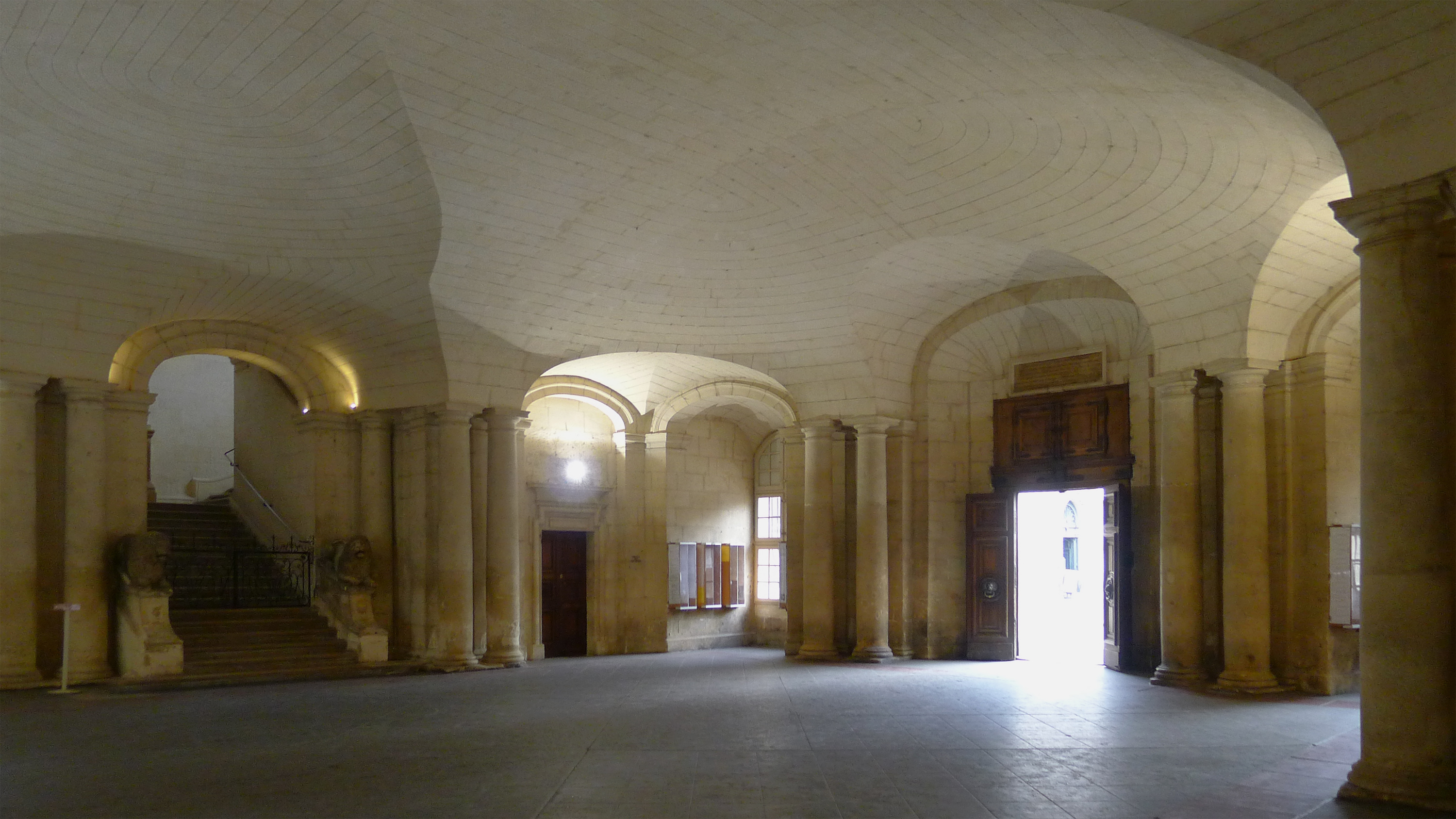
Sklepienie na parterze ratusza w Arles.

Sklepienie parteru ratusza w Arles, wykonane według planów Jules’a Hardouin-Mansarta w 1673 roku, uważane jest za arcydzieło francuskiej stereotomii.
Amédée François Frézier (1682–1773), główny inżynier w Landau, a następnie dyrektor fortyfikacji Bretanii, w swoim Traité de stéréotomie, wydanym w Strasburgu w 1737 r., a ponownie opublikowanym w Paryżu w 1754 r. pod tytułem La théorie et la pratique de la coupe des pierres et des bois, pour la construction des voutes et autres parties des bâtimens civils & militaires, ou traité de stéréotomie à l'usage de l'architecture, rozwijał idee uogólnienia zaproponowane przez Desarguesa. Omawiał geometrycznie różne zagadnienia pojawiające się przy obróbce kamienia i konstrukcjach ciesielskich, przedstawiając również praktyczne metody niezbędne do kształtowania tych materiałów. Posługiwał się rzutem poziomym i pionowym do określania odpowiednich wymiarów i ustawienia klińców.
W swoim mistrzowskim traktacie L’Art du Menuisier, opublikowanym w latach 1769–1782, André-Jacob Roubo poświęca rozdziały od 9 do 14 drugiej części zagadnieniom l’Art du Trait  (strony 273–449, plansze 100–170). Wszystkie przedstawione przez niego zagadnienia odnoszą się oczywiście bezpośrednio do dziedziny, którą się zajmował, czyli stolarstwa. Jednak źródła, z których korzystał, wykraczają daleko poza jego epokę, ponieważ jest powszechnie przyjęte, że doskonale znał traktaty Philiberta Delorme’a (które również nie ograniczały się wyłącznie do zagadnień l’Art du Trait). Roubo szczególnie wysoko cenił współczesnego mu Fréziera i rozwinął oraz uzupełnił dzieło zapoczątkowane w 1729 roku przez Edme’a Blancharda.
Jednak wszystkie te zasady, które stanowiły podsumowanie wielu zagadnień praktycznych, wywodziły z innych, prostszych wspólnych reguł. Gaspard Monge prowadził wykłady ze stereotomii w École royale du génie w Mézières w latach 1770–1784. Wyodrębnił on i ujednolicił elementarne zasady, które dostrzegł w praktycznym zastosowaniu stereotomii, i zebrał je w jedną spójną doktrynę, którą nazwał geometrią wykreślną.
Monge nauczał tych zasad uczniów École du Génie w Mézières, a następnie — od 1794 roku — również w nowo utworzonej École Polytechnique w Palaiseau, a od 1795 roku — w Écoles normales. Zasady te zebrał w pierwszym traktacie pt. Géométrie descriptive,.

## Główne zawody wykorzystujące stereotomię
- Architekt
- Kamieniarz
- Traser
- Stolarz
- Cieśla

### Artykuły powiązane
- Geometria wykreślna

- Portal Architektura/Urbanistyka